# Marcelo Gomes Soares
1. WEITERLEITUNG Marcelo Soares